# Trypanorhyncha
Trypanorhyncha é uma ordem da classe Cestoda. Inicialmente a análise molecular demonstrou que o clado era parafilético, entretanto, estudo posterior comprovou a monofilia do grupo.